# Chorizopes shimenensis
Chorizopes shimenensis är en spindelart som beskrevs av Yin och Peng 1994. Chorizopes shimenensis ingår i släktet Chorizopes och familjen hjulspindlar. Inga underarter finns listade i Catalogue of Life.